# گرژگورز لواندوفسکی
گرژگورز لواندوفسکی (انگلیسی: Grzegorz Lewandowski؛ زادهٔ ۱ سپتامبر ۱۹۶۹) بازیکن سابق فوتبال اهل لهستان است.
وی همچنین در تیم ملی فوتبال لهستان بازی کرده‌است.